# Gustaf Bonde (diplomat)
Gustaf Bonde, född 8 oktober 1911 i Trolleholm, Malmöhus län, död 21 september 1977 i Stockholm, var en svensk diplomat.

## Biografi
Bonde blev fänrik vid Skånska kavalleriregementets (K 2) reserv 1932 och avlade kansliexamen 1935. Han diplomerades från Handelshögskolan i Stockholm 1937 och blev attaché vid Utrikesdepartementet (UD) 1937. Bonde tjänstgjorde i Paris, Budapest, Washington, Kairo och Aten 1937–1956. Han var protokollchef vid UD 1956–1962, ambassadör i Chile 1962–1965, Rio de Janeiro 1966–1970, Teheran, jämväl Kabul 1970–1973 och Budapest 1973–1977.
Gustaf Bonde var son till greve Gustaf Trolle-Bonde (1868–1951) och grevinnan Henriette Falkenberg (1883–1932). Han gifte sig första gången 1935 med grevinnan Jacqueline Barck (1914–2009), dotter till greve Nils Barck och Juliette Eberlin. Han gifte sig andra gången 1961 med Elisabeth Ljunglöf (född 1922), dotter till kapten Oscar Dyrssen och Maria Hallin. Bonde är far till Carl (född 1937), Nils (född 1942) och Fredrik (född 1947).

## Utmärkelser
Bondes utmärkelser:
- Härold vid Kungl. Maj:ts orden (Härold vid KMO)
- Minnestecken med anledning av Konung Gustaf V:s 90-årsdag (GV:sJmtII)
- Kommendör av Nordstjärneorden (KNO)
- Kommendör av 1. klass av Nordstjärneorden (KNO1kl) 1973 [3]
- Kommendör av 1. graden av Danska Dannebrogorden (KDDO)
- Kommendör av 1. klass av Finlands Vita Ros’ orden (KFinlVRO1kl)
- Kommendör av 1. klass av Finlands Lejons orden (KFinlLO1kl)
- Kommendör av Norska Sankt Olavsorden med stjärna (KNS:tOOmstj)
- Storkors av Chilenska förtjänsttecknet Al Mérito (StkChilAM)
- Storofficer av Belgiska Leopold II:s orden (StOffBLeopII:sO)
- Storofficer av Nederländska Oranien-Nassauorden (StOffNedONO)
- Kommendör av ? med stjärna (KIFmstj)
- Storofficer av Italienska republikens förtjänstorden (StOffltRFO)
- Storofficer av Österrikiska Förtjänstorden (StOffÖFO)
- Storofficer av Argentinska förtjänstorden Al Merito (StOffArgAM)
- Storofficer av Iranska Kronorden (StOffIranKrO)
- Storofficer av Siamesiska Kronorden (StOffSiamKrO)
- Storofficer av Libanesiska Cederorden (StOffLibanCederO)
- Storofficer av Perus Solorden (StOffPeruSO)
- Kommendör av Egyptiska förtjänstorden (KEgyptFO)
- Officer av Franska Svarta stjärnorden (OffFrSvSO)
- Officer av Ungerska förtjänstorden (OffUngFO)
- Riddare av Franska Hederslegionen (RFrHL)